# Refuge d'oiseaux migrateurs de l'Île-aux-Hérons
Le refuge d'oiseaux migrateurs de l'Île-aux-Hérons est une aire protégée du Canada créé en 1937 et l'un des 28 refuges d'oiseaux migrateurs de la province de Québec. Ce refuge, situé en plein cœur des rapides de Lachine, protège une importante colonie de Grand Héron. Le site est reconnu comme Zone importante pour la conservation des oiseaux (ZICO).

## Toponymie
Le nom de l'île aux Hérons provient de Samuel de Champlain. Il est donné en 1611 quand deux amérindiens lui rapportèrent « que avoit si grande quantité de herons, que l'air en estoit tout couvert ». Le toponyme de la plus grande île des rapides de Lachine reste inchangé jusqu'à aujourd'hui.

## Géographie
Le refuge d'oiseaux migrateurs de l'Île-aux-Hérons, d'une superficie de 631 ha de terre émergées (mais 12,41 km2 de surface totale), est situé dans le fleuve Saint-Laurent, entre le lac Saint-Louis et le bassin de La Prairie. Il inclut la plupart des îles des Rapides de Lachine (île aux Hérons, île aux Chèvres, île au Diable, Les Sept-Sœurs et île à Boquet), le site de l'ancienne centrale hydro-électrique, à LaSalle, et le Récré-O-Parc sur l'île du Seigneur (l'île du Pêcheur) à Sainte-Catherine, le long de la voie maritime du Saint-Laurent.

## Histoire
L'île aux Hérons et les îles adjacentes sont concédées le 18 octobre 1672, à Zacharie Dupuy, déjà détenteur du fief de Verdun depuis 1671. Dès 1673, Dupuy cède ses fiefs aux Sœurs de la Congrégation de Notre-Dame, en retour du gîte pour lui-même et sa femme jusqu'à leur décès. Sieur Antoine Trottier des Ruisseaux et son fils Pierre achètent la seigneurie de l'île aux Hérons. le premier juillet 1698. Antoine Trottier donne à son fils Pierre sa moitié de la seigneurie de l'île aux Hérons pour le mariage de ce dernier le 31 octobre 1699.[réf. souhaitée]
La zone est protégée par le gouvernement du Canada depuis 1937 afin de préserver un site essentiel de nidification du Grand Héron,.
Le site a fait l'objet de fouilles archéologiques en 1984 ayant mis au jour divers artefacts prouvant une présence amérindienne datant d'au moins 2000 ans, notamment sur l'île aux Hérons, l'île aux Chèvres et l'île à Boquet. Ces îles étaient probablement utilisées comme halte pour les pêcheurs Iroquois,.

## Activités
Le territoire du refuge est en majorité propriété d'Hydro-Québec. Du côté de LaSalle, le site de l'ancienne centrale hydro-électrique (1897-1931) est accessible au public. Plusieurs activités y sont organisées en collaboration avec les autorités de l'arrondissement. Il faut souligner l'apport de l'organisme Héritage-Laurentien, qui offre une excellente éducation populaire sur l'écologie des rapides de Lachine. Sur la rive sud, le Récré-O-parc Sainte-Catherine est aussi ouvert au public. Cependant, les îles des rapides de Lachine sont protégées et pratiquement inaccessibles aux citoyens. Seuls d'anciens résidents possédant des droits acquis ont accès à leurs résidences temporaires sur certaines des îles.